# アップルストア立てこもり事件
アップルストア立てこもり事件（アップルストアたてこもりじけん）は、2022年2月22日（現地時間）にオランダのアムステルダムにある「Apple Amsterdam」で発生した人質立てこもり事件。オランダの公共放送NOSは、人質事件は強盗事件とみられる事件から始まったと報じていた。また、検察官による情報だと、実行犯は5時間にわたってアップルストアに立てこもっていた。アムステルダムのホームページではこの事件のことを「Gijzeling in de Apple Store」と表記している。Netflixの映画「iHostage」のストーリーになったことでも有名である。

## 概要
2022年2月22日（火曜日）午後5時30分ごろ、オランダのアムステルダムのライツェ広場の前に位置する「Applestore Amsterdam(1階)」で自動小銃や拳銃で武装した男(アブデル・ラーマン・アカード)が数人の人質を取り店内に立てこもっていたが、約5時間後に地元の警察により犯人は逮捕され、人質も解放された。実行者本人(27歳)が病院に搬送後に死亡し、数人が負傷したとされる。
事件発生に伴い、オランダ全土のApple Storeが水曜日に閉店し、事件現場である「Applestore Amsterdam」では2日間の休業の措置が執られた。また、これによりアムステルダム中心部で地元住民や観光客に人気のスポット、特にバーやカフェが多数あるライツェ広場周辺の住民は不安に陥った。広場はすぐに封鎖され、カフェや劇場も閉鎖された。

### 事件の始まり
火曜日の午後5時30分頃、アブデル・ラーマン・アカードという名の男が迷彩服を着て武装し(自動小銃と拳銃を持っていた)、地元住人や観光客に人気のライツェ広場に位置するアップルストアに侵入し、店内にいた顧客が多数逃げ出した。10分後の午後5時40分頃に警察への通報があり、数十人の警察官が駆けつけた。なお、最も早くに現場に到着した警察は午後5時41分に到着したということである。地元警察のパウ署長によると、特殊警察部隊が現場に到着し、店の周辺を封鎖した際、犯人は警官に向けて自動小銃を向けていたという。このとき、犯人はアムステルダムのテレビ局であるAT5に体に爆発物を巻き付けていると思われる写真を送信しており、犯人は爆発物らしきものを2つ身につけていたことが確認されている(後に偽物であることが発覚する)。人質事件が始まった時に広場にいた人々は警察の命令でカフェに避難するよう求められ、取材のために来たジャーナリストなども距離を置かれていた。警察は、夕方の間に約70人がアップルストアから解放されたと発表したが、数十人がまだ残っていた。残っていた数十人のうち大半は事件が発生したとき、店の上層階におり、店員と買い物客で、食堂に避難していたとみられる。うち4人は一階のクローゼットに隠れたが、ブルガリア人の男性が人質としてとられた(上の画像)。

### 犯人の要求
ブルガリア人の44歳の男性を人質にした後、犯人は2億ユーロ相当(当時の日本円で259億1900万円相当)の仮想通貨を身代金として要求した上、市外への無料通行も要求した。これに対し、警察側は、身代金を用意するという行動には移さなかった。また、人質犯の男は人質とともに爆弾を使って自爆すると脅し(この時点で爆弾が偽物であることはわかっていない)、彼は警察に対して次のように叫ぶようにして発言をしている(警察と電話越しで話した内容である): 

### ブルガリア人男性(人質)の解放
事件発生から5時間近くが経過した現地時間午後10時30分、ブリガリア人男性の人質が犯人に水が欲しいと頼んだ。そこで、犯人は警察に水を要求したところ、警察はキャタピラやカメラなどがついている警察用ロボットに店の入口までボトルを届けさせた。水を取ろうと、店のドアを開けた瞬間、ブルガリア人男性の人質は店の外へと逃げ出し、犯人のアブデル・ラーマン・アカードがその後を追った。次の瞬間、人質犯は警察部隊DSIの車に激しく衝突され、ボンネットの上に転がり落ちた(車のフロントガラスが割れるほどの衝撃だった)。

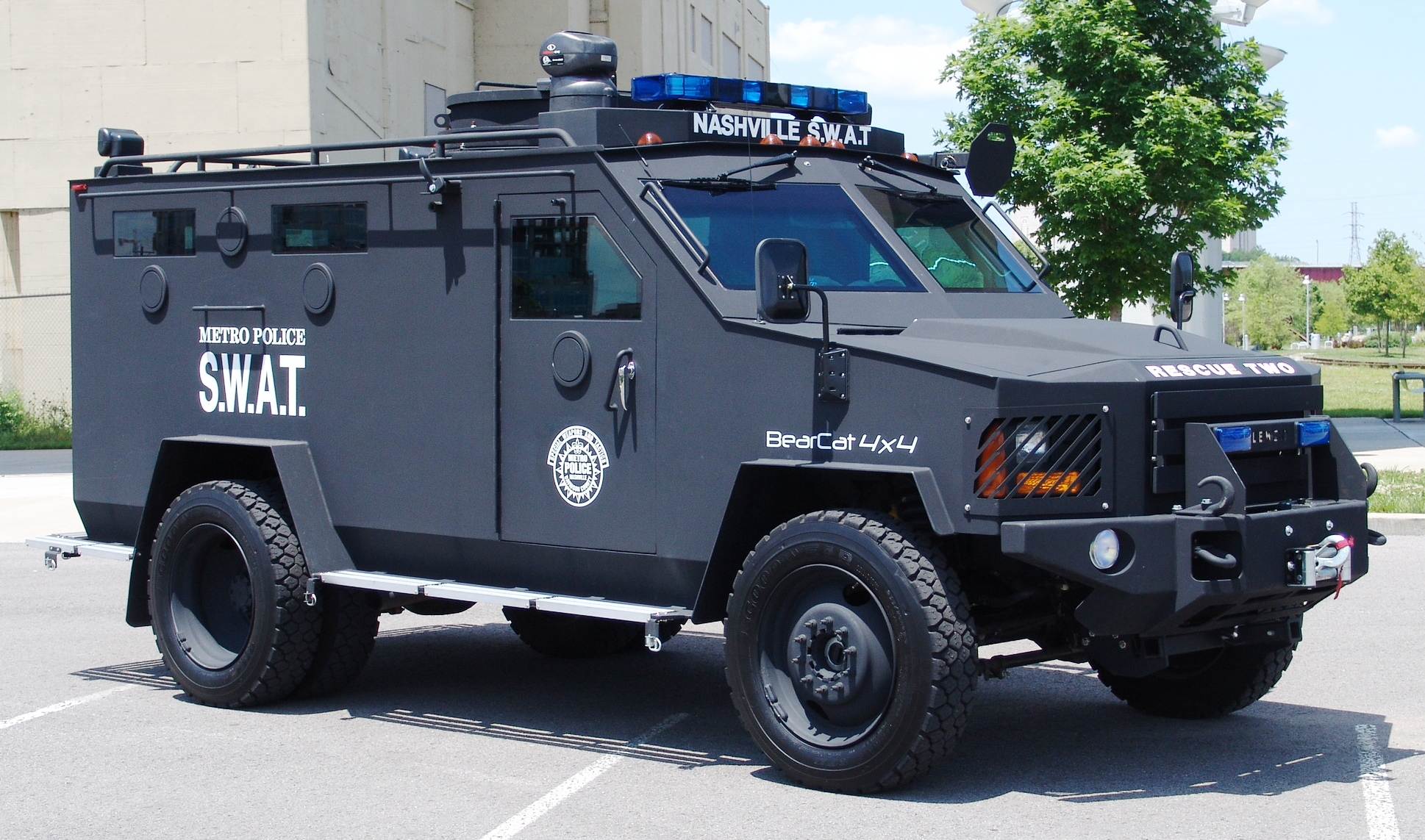
犯人に突撃したベアキャット武装車

### 犯人の死
大型車両「ベアキャット武装車」にはねられた犯人は道路に横たわった状態で、付近のビルの屋上で待機していた警察の狙撃兵のレーザー光線に照らされた。そこに先ほどと同じ種類の警察用ロボットを到着させ、横たわる犯人が身につけている2つの爆発物が作動しているかどうか(本物かどうか)を確認した。作動していないことを確認した警察は、近くの病院へ犯人を搬送された。このとき、犯人であるアブデル・ラーマン・アカードは、重症を負っていたということである。翌日、犯人が病院で死亡が確認された。
人質犯から逃げ切ることに成功した44歳ブルガリア人男性は、ヘルメットをかぶり銃を持った警官のもとに逃げ切った。その警察官は人質の肩に寄り添い、慰めるように腕を回していた。また、クローゼットに隠れていた4人や上階にいたうちの一部は、事件後に解放された。

## 捜査と関係者への対応
犯人が警察に逮捕された後、発生現場の付近を捜査したり、警察官などに事情聴取をすることで様々なことが明らかになっている。また、捜査終了まで、警察は「関係者と警察の安全のため」、人質事件の画像の公開やライブ配信などをを控えるよう呼びかけた。
- 人質犯「アブデル・ラーマン・アカード」には、前科があった(警察側は具体的な前科を公開していない)[2]。
- 犯人は、6時頃に警察( パウ署長（オランダ語版）を含む十数人 )が事件現場に到着したとき、少なくとも4回発砲している。すべては、店舗入り口付近の窓ガラスなどに当たり、周りにいた人には命中しなかった[2]。

アムステルダムの紋章

- 犯人が所持していた爆発物は、ほぼ無害なものだった。爆発物専門家のアド・ヴァン・リール氏によると、犯人が身につけていた爆発物は国防省から盗まれた訓練用機器に類するものである[16]。プラスチック爆薬の画像とラベルに基づいて、男が身につけていたものは国防省が実際の爆発物を扱う前に訓練に使う装備品であるということがわかっている。ラベルには、「訓練用プラスチック爆弾（主に可塑剤入り粘土）」と記載されていた[16]。しかし、犯人のアブデールは警察と国防省爆発物処理局（EOD）によって危険人物とみなされた。これは、本物の爆発物に偽の包装をしていた可能性があるからである[16]。アムステルダムの紋章（英語版）どのようにして、爆発物を手に入れたかは分かっていない(「公開していない」とする新聞社[注 2]もある)[4][6][9][16]。
- 犯人のアブデールは一晩中ボディカメラ(一人称視点のカメラ)を着用していた。そのボディカメラによって撮影された映像は、オランダのドキュメンタリー映画である「De Gijzeling in de Apple Store」で公開されている[17]。
- ブルガリア人男性の人質とクローゼットに隠れていた4人の人質は警察からバッジ(Amsterdam Hero Pin)を授かった。そのバッジは、アムステルダムの紋章（英語版）の盾に当たる部分がハート型にかたどられているものである(左右の金色のライオンはいない)[17]。

## 事件当事者の発言
この人質事件を受け、事件に大いに関わった警察官や副市長、新聞記者、法務大臣などの様々な人々が発言している。事件に落胆する声はあるものの、警察官や、人質犯から逃げ切ることに成功したブルガリア人男性などを称賛する声が多い。事件の犯人にあたるアブデル・ラーマン・アカードが重症を負い、死亡に至ったことは人種差別などには当たらず、そのことを批判する声は見られない。

午後5時40分頃に警察への通報があり、その際に駆けつけたパウ署長はオランダ人男性の人質や警察に対して次のように称賛している:
ダグブラッド・ファン・ヘット・ノールデン新聞社のアムステルダム特派員、マーシャ・デ・ヨング＝クラマーは、ライツェ広場で何かが起こっているのに気づき、自転車で駆けつけた。彼女は次のように話している:
オランダのディラン・イェシルギョズ＝ゼゲリウス法務大臣は、警察の迅速な対応を称賛した:
アムステルダムの副市長、ルートガー・グロート・ヴァシンク氏は、事件の発生に失望している:

## 映画(ドキュメンタリー)化
アップルストア立てこもり事件は、映画化されたり、ドキュメンタリー化されたりした。

### iHostage
ボビー・ブルーマンス監督による映画であり、ジャンルは犯罪映画である。当時、彼は現場の近くに住んでいたと彼自身が話している。ボーマンス監督は事件を時系列に描き、数時間にわたる葛藤を犯人、人質、警察、それぞれの多様な視点を通して徹底的に描いている。アメリカの映画配信サービス「Netflix」にて2025年(令和7年)4月18日より配信が開始され、世界92か国でトップ10にランクインするなど大ヒットとなった。
なお、映画内には実際のストーリーと少し左右している部分やアップル社のスマート製品を小ネタとして使うシーンなどがある。また、撮影地が非常に実際の現場に似ているが、アップルストア店内の様子はセットによって再現された(しかし、屋外シーンのほとんどは、アムステルダム中心部のライツェ広場で撮影された)。

### De Gijzeling in de Apple Store
英語版タイトルは、「The Hostage Situation at the Apple Store」である。ルース・ゲリッツェンによるオランダのドキュメンタリーであり、オランダのテレビで公開された。このドキュメンタリーには、人質事件の実際の映像に加え、犯人自身がボディカメラで撮影した動画も含まれている。